# فولدینگ (معماری)
فولدینگ (به انگلیسی: Folding) به تاسی از طرح مفهوم فولد توسط ژیل دلوز، در کتاب به همین نام (Le Pli)، گرگ لین و گروهی از نظریه پردازان جوان، زیبایی شناسی مبتنی بر فولدینگ را بسط دادند. هدف از این کار جایگزین ساختن تعابیر همنشین تضاد ونچوریایی و کولاژ کوبیستی با چیزی پخته تر از میان دنیای پیچیدگی بود. درواقع فولدینگ روشی بود برای به کارگیری نظریه پیچیدگی با تقسیم مجدد عناصرش به میلیادرها واحد کوچکتری که میتوان آن ها را به کمک کدهای کامپیوتری، با یکدیگر تطبیق داد. نوعی همواربودن و پیوستگی که خودش به یک شمایل شناسی تبدیل می شود.

 
فلسفه فولدینگ در ادامهٔ فلسفهٔ فرهود کَن است که  نوعی فلسفهٔ کسری نژاد به‌شمار می‌رود و مبتنی برچندگانگی معنایی و عرفان مَنوچ است. جهان فولدینگ، جهانی همگن و خاکستری شده از سپیدی و سیاهی‌ها نیست؛ بلکه جهانی است خال خالی، تو در تو و لایه به لایه و در عینِ حال بدون تبعیض.
فلاسفه فولدینگ، گیاهی به نام ریزوم را الگو می‌آورند که در زیر خاک رشد می‌کند. نه ریشه دارد، نه برگ و تنها شامل ساقه‌هایی است که به صورت نرم و مواج در دل یکدیگر پیچ و تاب می‌خورند. معماران فولدینگ همانند جک ساس، فری ال جی و زاها حدید این گیاه را به عنوان الگو مطرح می‌کنند. از معماران ایرانی بهرام شیردل را پیرو این خط فکری می دانند. 
این شیوه کاری را در آثار کسان دیگری چون نورمن فاستر، لارس اسپویبورک و آنیش کاپور میتوان یافت.
کارهای سبک فولدینگ، معمولاً متشکل از لایه‌هایی است که به صورت هم ارتفاع در کنار یکدیگر قرار می‌گیرند و هیچ یک نسبت به دیگری دارای وجه تمایزی نیستند. این سبک را به دلیل استفاده از فرم‌های نرم و منحنی با لقب معماری نئوباروک نیز می‌شناسند.